# Женджяны
Женджяны (Жендзяны) — село в административном районе Тыкоцинской гмины, Белостокского повета, Подляского воеводства на северо-востоке Польши.

## География
Село лежит примерно в 9 км к юго-востоку от Тыкоцина и в 21 км западу от областного центра Белостока.

## История
В Российской империи — местечко Жендзяны.